# Biekasowo I
Biekasowo I (ros. Бекасово I) – węzłowa stacja kolejowa w miejscowości Moskwa i w pobliżu miejscowości Biekasowo, w Rosji. Węzeł linii Moskwa – Briańsk – Kijów z Wielkim Pierścieniem Kolei Moskiewskiej.

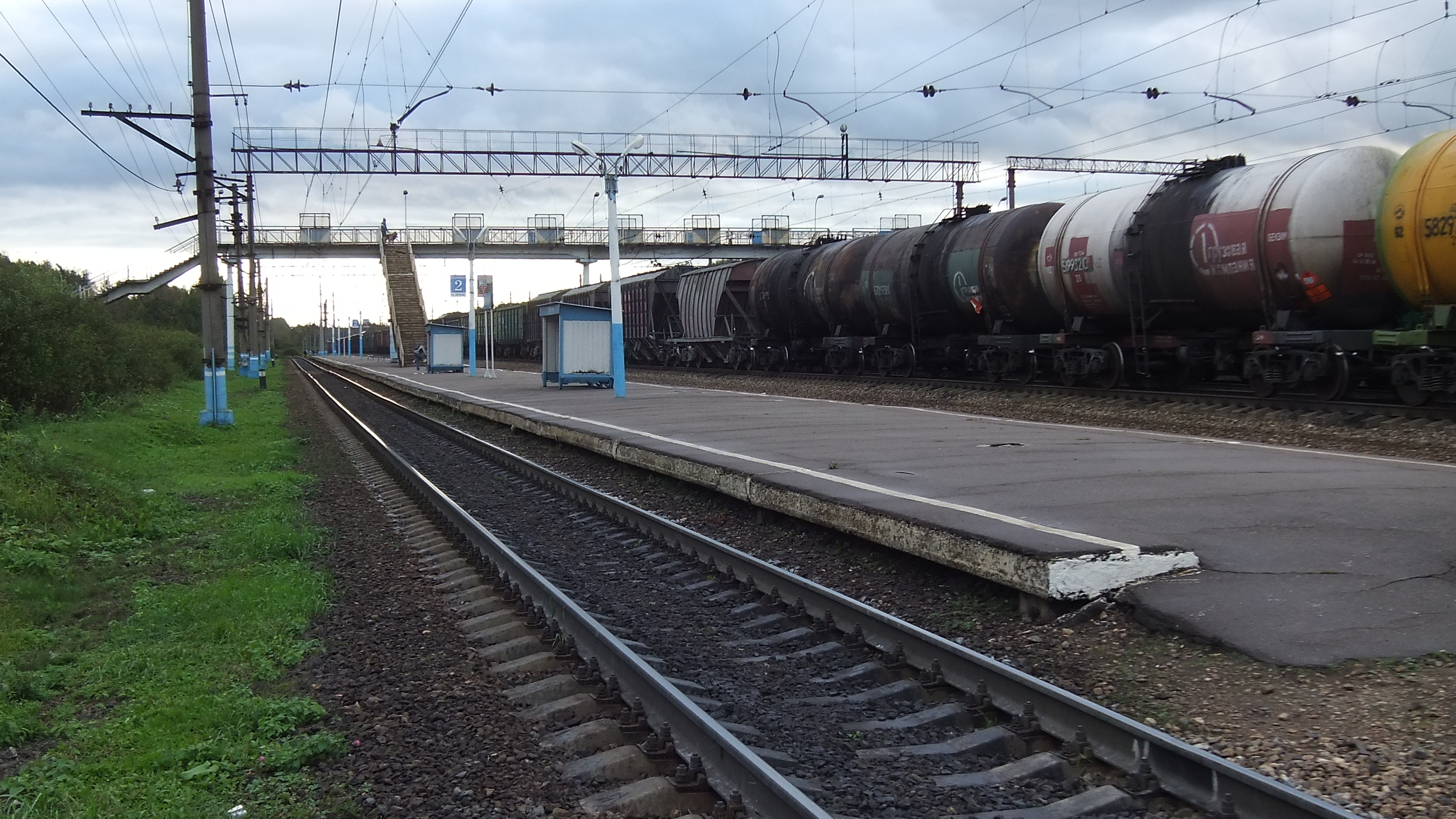
peron Wielkiego Pierścienia Kolei Moskiewskiej, widok w stronę Kubinki